# Olympiaschanze
Cet article concerne le tremplin de saut à ski situé à Saint-Moritz. Pour celui de Garmisch-Partenkirchen, voir Große Olympiaschanze.
L'Olympiaschanze est un tremplin de saut à ski situé à Saint-Moritz, en Suisse.

## Histoire
Le tremplin est construit en 1926 avec un point K de 70 mètres. Il est utilisé pour les Jeux olympiques d'hiver de 1928 et de 1948. Progressivement agrandi au cours du XXe siècle, il atteint un point K de 95 mètres et un HS de 100 mètres. Il accueille des épreuves de la Coupe du monde de 1980 à 1992, puis de la Coupe continentale de 1998 à 2005. En 2006, il est fermé car son état s'est dégradé.
En novembre 2013, les citoyens de Saint-Moritz approuvent la construction d'un nouveau tremplin pour un coût de 11,5 millions de francs. Il devait ouvrir en 2015 avec un point K de 95 mètres et un HS de 106 mètres, mais le projet ne s'est pas concrétisé.

## Record
Le record du tremplin est détenu par l'Autrichien Thomas Thurnbichler, qui a sauté à 105,5 mètres en 2004.